# Rossískaia Gazeta
Rossíiskaia Gazeta (rus: Росси́йская газе́та), literalment «Gaseta russa», és un periòdic rus diari i òrgan oficial del Govern de Rússia que publica decrets oficials, declaracions i documents dels diferents ministeris i institucions governamentals. Això inclou la promulgació de les noves lleis aprovades.
El periòdic va ser fundat per un decret del Soviet Suprem de la República Socialista Federativa Soviètica de Rússia i el seu primer número va ser publicat l'11 de novembre de 1990.